# Berberis agapatensis
Berberis agapatensis är en berberisväxtart som beskrevs av Wilibald Lechler. Berberis agapatensis ingår i släktet berberisar, och familjen berberisväxter. Inga underarter finns listade i Catalogue of Life.